# Soulseek
Soulseek (abbreviato slsk) è un programma di file sharing basato sulla tecnologia peer-to-peer. Nato come ambiente in cui veniva scambiata essenzialmente musica elettronica, nel "post Audiogalaxy" ha visto allargarsi maggiormente il bacino di utenza e dunque di generi trattati.
Rimane comunque un punto di riferimento e ritrovo per gli appassionati di musica underground di tutto il mondo, infatti mediante Soulseek è possibile trovare album e pubblicazioni di varie band fuori stampa così come materiale di nuove band emergenti.

## Funzionamento
Soulseek usa un sistema di autenticazione tramite username univoco (a cui è associata una password).
Per scaricare file esistono sostanzialmente due modalità:
- sfogliare le cartelle messe in share dai diversi utenti;
- cercare i file desiderati tramite il motore di ricerca interno;

Inoltre implementa una chat suddivisa in stanze (generalmente tematiche) la cui creazione è totalmente libera.

## Wishlist
La wishlist (la lista dei desideri) è una caratteristica che contraddistringue Soulseek. Sostanzialmente effettua una ricerca in background delle stringhe immesse in tale lista, finché non viene trovata una occorrenza nei file condivisi dagli altri utenti.
Risulta uno strumento fondamentale per la ricerca dei file rari.

## Difetti
Soulseek fa parte della prima generazione dei programmi di file sharing, infatti il sistema si basa su un server centrale al quale sono connessi tutti i client, se dunque il server dovesse risultare offline non è possibile né scaricare né chattare con gli altri utenti.
Altre limitazioni non da poco sono la totale mancanza di un sistema di hashing che controlli l'autenticità dei file e l'impossibilità di scaricare un file da più utenti in contemporanea (come avviene su client p2p più moderni come eMule o KaZaA).

## Nicotine
Nicotine è una versione del client (derivata da PySoulseek) che permette di connettersi alla rete di Soulseek agli utenti di GNU/Linux. Grazie alle caratteristiche del linguaggio di programmazione con cui è stato scritto (python), è facilmente portabile anche su altri sistemi operativi quali FreeBSD e macOS.
Nicotine fornisce le medesime feature del client per Microsoft Windows, e comprende inoltre una gestione della chat con comandi simili a quelli usati su IRC.

## Solarseek
Solarseek è una versione del client che permette di connettersi alla rete di Soulseek agli utenti di macOS.